# Тальники (Иркутская область)
Тальники — село в Черемховском районе Иркутской области России. Административный центр Тальниковского сельского поселения. Находится на берегу реки Малая Белая примерно в 60 км к юго-западу от районного центра.

## Население
| 2002 | 2010 | 2011 | 2012 |
| ---- | ---- | ---- | ---- |
| 670  | ↘571 | ↘569 | ↘563 |